# Киевски международен фестивал на късометражния филм
Киевският международен фестивал на късометражния филм (КМФКФ) (на украински: Киевский международный фестиваль короткометражных фильмов) или Киевски международен фестивал за късометражно кино (КМФКК) е ежегоден филмов фестивал за късометражни филми, провеждащ се в Киев, Украйна. За първи път фестивалът се провежда през 2012 година.

## История
Работата по първия фестивал започна през 2011 г., а самият фестивал се проведе през пролетта на 2012 година. Оттогава насам, въпреки сериозни трудности, събитието се провежда ежегодно. Фестивалът се организира от независима, неправителствена организация.
Основна цел на организаторите на фестивала е запознаване на публиката с палитра от късометражни филми от цял свят, създадени както от професионални режисьори, така и от студенти от филмови училища, както и разработването на платформа за представяне на украинско кино, комуникация и обмен на опит между украински и чуждестранни режисьори. КМФКФ организира конкурсна програма, тематични програми, лекции, майсторски класове и образователни програми по време на фестивала. 
Първият КМФКФ се провежда безплатно в кинотеатър „Кинопанорама“. В състезателната програма са подадени около 500 кандидатури от 53 държави. Извън конкурсната програма са представени филми от партньорски програми – филмовия фестивал в Стокхолм, филмово училище „Нордланд“ (Норвегия), филмовото студио „Нукуфилм“ (Естония), Хърватски аудиовизуален център, Краковска филмова фондация (Полша) и други.
| Година  | Фестивал                                                | Дата на събитието |
| ------- | ------------------------------------------------------- | ----------------- |
| 2023 г. | XII Киевски международен фестивал на късометражния филм | 13 – 17 септември |
| 2022 г. | XI Киевски международен фестивал на късометражния филм  | 17 – 22 ноември   |
| 2021 г. | X Киевски международен фестивал на късометражния филм   | 4 – 8 август      |
| 2020 г. | IX Киевски международен фестивал на късометражния филм  | 5 – 9 август      |
| 2019 г. | VII Киевски международен фестивал на късометражния филм | 22 – 26 април     |
| 2018 г. | VII Киевски международен фестивал на късометражния филм | 25 – 29 април     |
| 2017 г. | VI Киевски международен фестивал на късометражния филм  | 19 – 24 април     |
| 2016 г. | V Киевски международен фестивал на късометражния филм   | 20 – 24 април     |
| 2015 г. | IV Киевски международен фестивал на късометражния филм  | 22 – 26 април     |
| 2014 г. | III Киевски международен фестивал на късометражния филм | 21 – 25 май       |
| 2013 г. | II Киевски международен фестивал на късометражния филм  | 24 – 28 април     |
| 2012 г. | I Киевски международен фестивал на късометражния филм   | 20 – 22 април     |

## Екип на фестивала
Към 2021 г. екипът на фестивала се състои от следните членове:
- Директор: Кирил Марикуца;
- Главен координатор: Алика Харченко;
- Програмен директор: Саша Прокопенко;
- Координатор на програмата: Олха Хусятинска;
- Технически директор:Максим Войтенко;
- Координатор на доброволците: Катерина Янюк;
- Ръководител на сайта: Альона Клищенко;
- Гост-координатор: Тетяна Лавинюкова;
- Съосновател на фестивала, програмен директор 2012 – 2017 г.: Наталия Илчук;
- Асистент на отдела за гости: Олена Лисенко;
- Координатор на преводаческия отдел: Олха Хусятинска;
- Креатор (2020 – 2021 г.): Максим Бабак;
- Програмен координатор (2019 – 2021 г.): Олена Сирбу.

## Жури
Филмите от състезателната програма се оценяват от международно жури, състоящо се от най-малко три члена и включващо филмови деятели, режисьори, актьори и филмови критици.

## Победители в категорията за най-добър филм на международния конкурс
Победители в категорията за най-добър филм на международния конкурс от 2016 г.
| година  | Филм                           | Оригинално име         | Режисьор                      | Държава  |
| ------- | ------------------------------ | ---------------------- | ----------------------------- | -------- |
| 2016 г. | „Партньор“                     | „Partner“              | Антоан Джорджини              | Франция  |
| 2017 г. | „Шас Роял“                     | „Chasse Royale“        | Лиз Акока и Роман Гере        | Франция  |
| 2018 г. | „Вавилон“                      | „Babylon“              | Кийт Делиджеро                | Филипини |
| 2019 г. | „Разбитият път на новата земя“ | „New Land Broken Road“ | Кавич Неанг                   | Камбоджа |
| 2020 г. | „Гара Хънтсвил“                | „Huntsville Station“   | Джейми Мелцер и Крис Филипоне | САЩ      |

## Несъстезателна програма
В допълнение към основния конкурс, фестивалът включва извънконкурсни секции: специални прожекции, ретроспективи, филми на чуждестранни режисьори за Украйна и други.

## Състезателна програма
Фестивалът има две конкурсни програми: Международна конкурсна програма и Национална конкурсна програма.
Филмите се избират от селекционна комисия. Филмите могат да бъдат изпращани от режисьор, продуцент, разпространител или официален представител на селекционната комисия за одобряване и включване в състезателната програма.

## Награди
Победителите в международната състезателна програма и националния конкурс се определят от квалифицирано международно и национално жури, състоящо се от най-малко трима водещи международни филмови професионалисти.
Връчват се три основни награди на филмите победители в следните категории: „Най-добър филм“, „Най-добра режисура“, „Награда на публиката“. Членовете на журито могат да присъдят две или повече „Специални награди на журито“.

## Връзки
- Официален уебсайт
- Facebook страница
- Instagram страница

|  | Тази страница частично или изцяло представлява превод на страницата „Киевский международный фестиваль короткометражных фильмов“ в Уикипедия на украински. Оригиналният текст, както и този превод, са защитени от Лиценза „Криейтив Комънс – Признание – Споделяне на споделеното“, а за съдържание, създадено преди юни 2009 година – от Лиценза за свободна документация на ГНУ. Прегледайте историята на редакциите на оригиналната страница, както и на преводната страница, за да видите списъка на съавторите. ВАЖНО: Този шаблон се отнася единствено до авторските права върху съдържанието на статията. Добавянето му не отменя изискването да се посочват конкретни източници на твърденията, които да бъдат благонадеждни. |